# برونو کرمر
برونو کرمر (فرانسوی: Bruno Cremer‎؛ ۶ اکتبر ۱۹۲۹ – ۷ اوت ۲۰۱۰) هنرپیشه اهل فرانسه بود.

## منتخب فیلم‌شناسی
- یک داستان ساده (۱۹۷۸)
- بازی بی‌رحمانه (۱۹۸۳)
- لباس شب (۱۹۸۶)
- از خشم و هیاهو (۱۹۸۸)
- زفاف سپید (۱۹۸۹)
- پول (۱۹۹۱)
- زیر شن (۲۰۰۰)